# Laventille
Laventille est une localité et une subdivision territoriale de Trinité-et-Tobago, située dans la région de San Juan-Laventille à l'est de Port-d'Espagne, la capitale de l'île.
Le nom « Laventille » date de l'époque coloniale, quand les français occupaient l'île.

## Historique
En 1783 est construit un observatoire pour l'astronome espagnol Don Cosmo Damien Charruca, qui l'a utilisé en 1793 pour déterminer avec précision le méridien du lieu.
On y trouve une église Notre-Dame-de-Fátima de culte catholique, souvent qualifiée de « sanctuaire national ».